# برنارد اچ.وی.۴۰
برنارد اچ.وی. ۴۰ (به انگلیسی: Bernard_H.V.40) یک هواگرد ملخ‌پیشین تک‌موتوره از نوع هواپیمای آب‌نشین ساخت شرکت Société des Avions Bernard است. هواگرد برنارد اچ.وی. ۴۰ نخستین پروازش را در ۱۹۳۱ میلادی انجام داد. در مجموع، تعداد ۱ فروند از این هواگرد ساخته شده‌است.
طراح این هواگرد، Georges Bruner بود.